# 제79회 베네치아 국제 영화제
제79회 베네치아 국제 영화제는 2022년 8월 31일부터 9월 10일까지 열린 시상식이다. 노아 바움백 감독의 <화이트 노이즈 (2022년 영화)>가 영화제 개막작이었고, 프란체스코 카로치니 감독의 <행잉 선>(The Hanging Sun)이 폐막작이었다.
미국 여배우 줄리앤 무어가 본 대회 심사위원장을 맡았다. 로라 포이트러스의 <낸 골딘, 모든 아름다움과 유혈사태>는 황금사자상을 수상해 2013년 잔프랑코 로시의 <성스러운 도로>에 이어 두 번째로 영화제 최고상을 수상했다.
미국 영화감독 폴 슈레이더와 프랑스 여배우 카트린 드뇌브가 평생공로상 황금사자상을 수상했다.

## 수상 및 후보

### 황금사자상
- 낸 골딘, 모든 아름다움과 유혈사태 - 로라 포이트러스 수상

### 은사자상-감독상
- 본즈 앤 올 - 루카 구아다니노 수상

### 은사자상-심사위원대상
- 생토메르 - 알리스 디오프 수상

### 볼피컵 여우주연상
- 타르 - 케이트 블란쳇 수상

### 볼피컵 남우주연상
- 이니셰린의 밴시 - 콜린 파렐 수상

### 심사위원 특별상
- 노 베어스 - 자파르 파나히 수상

### 각본상
- 이니셰린의 밴시 - 마틴 맥도나 수상

### 마르첼로 마스트로얀니 상-신인배우상
- 본즈 앤 올 - 테일러 러셀 수상

### 미래의 사자상
- 생토메르 - 알리스 디오프 수상

### 오리종티 상-작품상
- 월드 워 III - 하우만 세이디 수상

### 오리종티 상-작품상(단편)
- 스노우 인 셉템버 - 카비주램 퓨레브-오기어 수상

### 오리종티 상-심사위원특별상
- 브레드 앤 솔트 - 다미안 코커르 수상

### 오리종티 상-감독상
- 베라 - 티차 코비 외 1명 수상

### 오리종티 상-각본상
- 블란키타 - 페르난도 구즈조니 수상

### 오리종티 상-특별 여자 연기자상
- 베라 - 베라 젬마 수상

### 오리종티 상-특별 남자 연기자상
- 월드 워 III - 모센 타나반데 수상

### 오리종티 상-유럽단편상
- 스노우 인 셉템버 - 카비주램 퓨레브-오기어 수상

### 오리종티 상-심사위원특별상
- 더 맨 후 쿠든트 리이브 - 첸 싱잉 수상

### 베니스 이머시브-심사위원 대상
- 프롬 더 메인 스퀘어 - 페드로 하레스 수상

### 베니스 이머시브-심사위원 특별상
- EGGSCAPE - German Heller 외 2명 수상

### 단편부문 특별언급
- 프레그먼츠 오브 파라다이스 - KD 데이비슨 수상

### 베니스 클래식 상 - 다큐멘터리
- 살인의 낙인 - 스즈키 세이준 수상

### 비경쟁부문
- 더 행잉 선 - 프란체스코 카로지니
- 웬 더 웨이브스 아 곤 - 라브 디아스
- 리빙 - 올리버 헤르마누스
- 데드 포 어 달러 - 월터 힐
- 콜 오브 갓 - 김기덕
- 드리민 와일드 - 빌 폴하드
- 마스터 가드너 - 폴 슈레이더
- 드라이 - 파올로 비르지
- 펄 - 티 웨스트
- 돈 워리 달링 - 올리비아 와일드
- 프리덤 온 파이어: 우크라이나 파이트 포 프리덤 - 이브게니 아피네예브스키
- 더 매치메이커 - 베네데타 아르젠테리
- 글리 울티미 조르니 델우마니타 - 엔리코 게지 외 1명
- 어 콤패셔네이트 스파이 - 스티브 제임스
- 뮤직 포 블랙 피존스 - 안드레아스 코에포에드 외 1명
- 더 키에브 트라이얼 - 세르히 로즈니차
- 인 비아지오 - 잔프란코 로시
- 바비 와인: 제토 프레지던트 - 모세 브와요 외 1명
- 뉴클리어 - 올리버 스톤
- 리제트 엑소더스 - 라스 폰 트리에
- 코펜하겐 카우보이 - 니콜라스 윈딩 레픈
- 카마레라 데 피소 - 루크레시아 마르텔
- 어 구에라 피니타 - 시몬느 마씨
- 인 쿠안토 아 노이 - 시몬느 마씨
- 룩 앳 미 - 샐리 포터

### 경쟁부문
- 일 시그노어 델르 포미크 - 지아니 아멜리오
- 더 웨일 - 대런 아로노프스키
- 화이트 노이즈 - 노아 바움백
- 리멘시타 - 에마누엘 크리알리스
- 생토메르 - 알리스 디오프
- 블론드 - 앤드류 도미닉
- 타르 - 토드 필드
- 러브 라이프 - 후카다 코지
- 바르도, 약간의 진실을 섞은 거짓된 연대기 - 알레한드로 곤살레스 이냐리투
- 아테나 - 로망 가브라스
- 본즈 앤 올 - 루카 구아다니노
- 디 이터널 도터 - 조애나 호그
- 비욘드 더 월 - 바히드 잘릴반드
- 이니셰린의 밴시 - 마틴 맥도나
- 아르헨티나, 1985년 - 산티아고 미트레
- 키아라 - 수잔나 니키아렐리
- 모니카 - 안드레아 팔라오로
- 노 베어스 - 자파르 파나히
- 낸 골딘, 모든 아름다움과 유혈사태 - 로라 포이트러스
- 부부 - 프레더릭 와이즈먼
- 더 썬 - 플로리앙 젤레르
- 레스 미엔스 - 로쉬디 젬
- 레스 엔판츠 데스 아우트레스 - 레베카 즐로토브스키

### 오리종티 경쟁부문
- 빅팀 - 미할 블라스코
- 온 더 프린지 - 후안 디에고 보토
- 트렌크 라우퀸 - 로라 시타렐라
- 베라 - 티차 코비 외 1명
- 이노센스 - 기 다비디
- 프린세스 - 로베르토 데 파올리스
- 블란키타 - 페르난도 구즈조니
- 푸어 라 프랑스 - 라시드 하미
- 어 맨 - 이시카와 케이
- 브레드 앤 솔트 - 다미안 코커르
- 룩셈브루크, 룩셈브루크 - 안토니오 루키츠
- 티 만지오 일 쿠오르 - 피포 메자페사
- 투 더 노스 - 미하이 민칸
- 오토바이오그래피 - 막불 무바라크
- 라 신디카리스테 - 장 폴 살롬
- 월드 워 III - 하우만 세이디
- 더 해피스트 맨 인 더 월드 - 테오나 스트루가르 미테브스카
- 더 브라이드 - 세르지오 트레포

### 오리종티 단편 경쟁부문
- 크리스토퍼 앳 씨 - 톰 CJ 브라운
- 매뉴엘르 디 씨네마토그래피아 퍼 디레트탄티 - VOL. I - 페데리코 디 코라토
- 트리아 - 델 센티멘토 델 트라디레 - 줄리아 그란디네티
- 노코모도 - 롤라 할리파-르그랑
- 루투베트 - 투란 헤이스트
- 스노우 인 셉템버 - 카비주램 퓨레브-오기어
- 플리즈 홀드 더 라인 - 탄 치에 딩
- 더 프루트 트리 - 이자벨 톨레나에레
- III - 살로메 빌뇌브
- 러브 포에버 - 클레어 영
- 마이 걸 프렌드 - 카와르 유니스
- 에브리띵 앳 원스 - 헨리크 다이브 즈워트

### 오리종티 단편 비경쟁부문
- 행잉 가든스 - 아메드 야신 알 다라지
- 아만다 - 캐롤라이나 카발리
- 자파토스 로조스 - 카를로스 아이켈만 카이저
- 네조우 - 소다데 카단
- 엘오리진 뒤 말 - 세바스티앙 마르니에르
- 노테 판타스마 - 풀비오 리술레오
- 위드아웃 헐 - 아리안 바지다프타리
- 발레리아 이즈 게팅 마리에드 - 미셀 비닉
- 고리앗 - 아딜칸 에르자노프

### 베니스 클래식
- 테레사 라 레드라 - 카를로 디 팔마
- 나의 작은 연인들 - 장 외스타슈
- 영국식 정원 살인 사건 - 피터 그리너웨이
- 신들의 깊은 욕망 - 이마무라 쇼헤이
- 귀 - 카렐 카치나
- 형제(러시아어판) - 바흐치야르 후도이나자로프
- 스텔라 달라스 - 헨리 킹
- 캐벌케이드 - 프랭크 로이드
- 떼레즈와 이자벨 - 래들리 메츠거
- 바람 속의 암탉 - 오즈 야스지로
- 테오레마 - 피에르 파올로 파졸리니
- 더 체스 플레이어 - 사티야지트 레이
- 탈주한 하사 - 장 르누아르
- 라 마르시아 수 로마 - 디노 리시
- 라 보그리아 매타 - 루치아노 샐스
- 살인의 낙인 - 스즈키 세이준
- 캐년 패시지 - 자크 투르뇌르
- 검은 고양이 - 에드가 G. 울머
- 독립시대 - 에드워드 양
- 래그태그 - 주세페 보카시니
- 데스퍼레이트 소울스, 다크 시티 앤 더 레전드 오브 미드나이트 카우보이 - 낸시 부이르스키
- 프레그먼츠 오브 파라다이스 - KD 데이비슨
- 프랑코 제프피렐리 콘폴미스타 리베르 - 안셀마 델올리오
- 제리 샤츠버그, 포트레이트 페이세이지 - 피에르 필몬
- 고다드 세울 레 시네마 - 시릴 레티
- 더 고스트 오브 리차드 해리스 - 에이드리언 시블리
- 보니 - 사이먼 월런
- 세르지오 레오네 - 르달리아노 체 인벤토 크아메리카 - 프란체스코 지펠

### 비엔날레 컬리지 시네마
- COME LE TARTARUGHE - 모니카 두고
- BANU - 타미나 라파엘라
- MOUNTAIN ONION - 엘다르 시바노프
- PALIMPSEST - Hanna Vastinsalo

### VR 비경쟁
- 엘에레 - 조어드 반 애커
- 모노 - 키아라 트로이시
- CHROMA 11 - Tsang Tsui-Shan 외 2명

### 베니스 이머시브-경쟁
- 어센더스 - 조나단 애스트룩 외 1명
- 스테이 어라이브 마이 선 - 빅토리아 부시스
- 레이매진드 볼륨 1: 니샤 - 줄리 카발리에르
- 렌콘트레(스) - 마티아스 첼레보그
- 더 맨 후 쿠든트 리이브 - 첸 싱잉
- 올 언세이브드 프로그레스 윌 비 로스트 - 멜라니 쿠르티나트
- 유리다이스, 엔 어프달링 인 원인디그하이드 - 셀린 대먼
- 오카와리 - 란디아 에갈 외 1명
- DAZZLE: A RE-ASSEMBLY OF BODIES - Ruth Gibson 외 3명
- PEAKY BLINDERS: THE KING’S RANSOM - Russell Harding 외 2명
- 프롬 더 메인 스퀘어 - 페드로 하레스
- 솔레라스 스토리 - 피터 헤게뒤스
- EGGSCAPE - German Heller 외 2명
- 타이프맨 - 키이스케 이토
- 카인드레드 - 밤부 케네스
- 포잇츠 룸 - 구범석
- 점벨 드림스 - 디어드레 V .라이언스 외 1명
- 나무안키 - 케빈 맥
- 다크닝 - 온드레 모라벡
- 올 댓 리메인즈 - 퀸테로 크레이그
- 락 페이퍼 시저스 - 알렉스 룰
- 땡큐 포 셰어링 유어 월드 - 유 사쿠도
- 이터넬 노트데-데임 - 길라메 마르티니
- 프레임레이트: 펄스 오브 디 얼스 - 매튜 쇼 외 1명
- 미세스 벤즈 - 엘로이스 싱어
- 언캐니 앨리 - 릭 트레위크
- 파이트 백 - 셀린느 트리가트
- 트레져 헤이스트 - 핀즈
- 만달라. 어 브리에프 모먼트 인 타임 - 토마스 빌폭스
- 레드 테일 - 왕 피시

### 베니스 이머시브-비경쟁
- ON THE MORNING YOU WAKE (TO THE END OF THE WORLD) - Mike Brett 외 3명
- (히)스토리 오브 어 페이닝: 더 라이트 인 더 쉐도우 - 쿠엔틴 다라스 외 1명
- 에어리어 맨 라이브스 - 에이미 그린 외 1명
- 러스트레이션 - 라이언 그리픈
- 알렉스 혼놀드: 더 솔로이스트 VR - 조나단 그리핀
- 스페이스 익스플로워스: 더 이스 익스피리언스 - 에피소드 3 - 폴 라파엘 외 1명
- 스페이스 익스플로러스: 더 이스 익스피리언스 - 스페이스워커스 - 폴 라파엘 외 1명
- 킹덤 오브 프랜츠 위드 데이비드 아텐버로 - 아이오나 맥이완
- 더 미라클 바스켓 - 아브너 프레이스
- SHORES OF LOCI - Ellen Utrecht 외 3명